# Kalitapas
Kalitapas is een bestuurslaag in het regentschap Purworejo van de provincie Midden-Java, Indonesië. Kalitapas telt 577 inwoners (volkstelling 2010).